# Micropterix lambesiella
Micropterix lambesiella is een vlinder uit de familie van de oermotten (Micropterigidae). De wetenschappelijke naam van de soort is voor het eerst geldig gepubliceerd in 1949 door Viette.